# 埃尔岑
埃尔岑（德語：Aerzen，發音：[ˈɛʁtsn̩]）是德国下萨克森州哈默尔恩-皮尔蒙特县的市镇，面积105.26平方千米，2023年12月31日人口为10,544人。